# Ликовна колонија Уметнички дијалог
Ликовна колонија Уметнички дијалог основана 2017. године једна је од четири уметничке колонија У насељу Сићеву код Ниша, у коме је пре више од сто година Надежда Петровић довела групу својих колега из Словеније и Хрватске да заједно сликају пределе и сцене из свакодневног живота. 
Радови настали током колоније изложу се следеће године најпре у Нишу, а затим и у галерији у некој од земаља из које су били учесници колоније.

## Опште информације
Оснивање колоније покренула је Галерија савремене ликовне уметности у Нишу, а подржало министарство културе Србије,  са основном идејом да се кроз још једну уметничку колонију (поред традиционалне ликовне,  графичке и књижевне колони) и да се кроз њен рад у Сићеву оствари уметнички дијалога и дружење уметника из Србије са уметницима из других земаља света, и да у својим уметничким делим они преносе лепоте и аутентичности сићевачког краја, упознајући истовремено традицију две земље виђену оком уметника. 

У оснивању колоније пошло се од претпоставке...према речима Слободан Радојковић, уметник из Ниша...
да је управо та размена искустава, размена уметниччких поетика која се базира на сасвим другачијим основама, поента ових сусрета

## Значај
О значају колоније и уметничком дијалогу и комуникацији која се остварује међу уметницима, најбоље говори овај цитат једне од њених учесница, Јелена Шалинић Терзић из Краљева...
Та комуникација, колико год некад сликарима може да буде проблем, јер смо ми људи који раде самостално, који су упућени на себе, у овом случају оплемењује, јер свако носи неку посебну енергију. Уверена сам да носи и енергију поднебља из ког долази.
 Галерија СЛУ Ниш реализацијом овог пројекта не само да проширује поље међународне сарадње и убрзава процес мобилности уметника и размене уметничких искустава и идеја, већ и кроз обавезу  да сваки од уметника учесника колоније оставља за збирку Нишкој галерији, по једно своје дело, пројекат такође доприноси обогаћивању ликовног фонда ГСЛУ Ниш.

## Историјат манифестације
Први међу учесницима у дијалогу, били су уметници из Италија, следили су их уметници из Холандија (2018) а затим Белгија (2019).

### 2019.
Тема манифестације одржане 2019. годне  била је „Природа и савремена визуелна креативност“. 

У оквиру задате теме, осам изабраних уметника из Србије и Белгије позвано је да своја размишљања, кроз однос природа-човек и уметност обради у својим делима из различитих аспеката (еколошког, културног, биополитичког, визуелног ...). 
Ради се о уметницима различитих генерација и звања, који у природи и кроз различите медије (графику, скулптуру, сликарство, видео, амбијенталне инсталације) и визуелне изразе, углавном симболички или метафорички говоре, налазе импликације односа модерног човека према природи.
Учесници догађаја
| Земља   | Учесници                                                              |
| ------- | --------------------------------------------------------------------- |
| Србија  | Милена Путник, Јованка Младеновић, Немања Ладић, Слободан Радојковић, |
| Белгија | Мишел Барзин, Софиа Легрос, Патрициа Сонвил, Роман Ванвисен           |